# Święty, Święty, Święty
Święty, Święty, Święty (oryg. Holy, Holy, Holy! Lord God Almighty!) – popularna w protestanckich Kościołach pieśń, napisana przez Reginalda Hebera (1783–1826). Jej słowa są oparte na chrześcijańskiej nauce o Trójcy Świętej. Towarzyszy obchodom Święta Trójcy Świętej w zborach. Melodia, skomponowana w 1861 r. przez Johna Bacchusa specjalnie pod słowa R. Hebera, nazwana została „Nicaea” ku pamięci Soboru Nicejskiego I. J. Bacchus napisał ponadto wiele melodii (ponad 300) do innych chrześcijańskich hymnów, z czego wiele śpiewanych jest do dzisiaj.

## Tekst
| Oryginalny tekst angielski | Tekst polski według „Śpiewnika Pielgrzyma” |
| --- | --- |
| 1. Holy, holy, holy! Lord God Almighty! Early in the morning our song shall rise to Thee; Holy, holy, holy, merciful and mighty! God in three Persons, blessèd Trinity!                         | 1. Święty, Święty, Święty, Boże niezmierzony, Oto dzieci Twe, Przedwieczny, kornie wielbią Cię! Święty, Święty, Święty, w łasce niezgłębiony, Trójco Najświętsza, Tobie chwała, cześć!     |
| 2. Holy, holy, holy! All the saints adore Thee, Casting down their golden crowns around the glassy sea; Cherubim and seraphim falling down before Thee, Who was, and is, and evermore shall be. | 2. Święty, Święty, Święty! Ciebie uwielbiają Cherubowie, Serafowie, patrząc w Twoją twarz. A zwycięzcy swoje wieńce Ci składają, Tyś był i jesteś, i na wieki trwasz!                      |
| 3. Holy, holy, holy! though the darkness hide Thee, Though the eye of sinful man Thy glory may not see; Only Thou art holy; there is none beside Thee, Perfect in power, in love, and purity.   | 3. Święty, Święty, Święty, choć i w nocy toni Choć nie widzi ludzkie oko wspaniałości Twej. Tylko Tyś jest Święty, wszechświat w Twojej dłoni, Hojny w miłości, mocy chwale Swej!          |
| 4. Holy, holy, holy! Lord God Almighty! All Thy works shall praise Thy Name, in earth, and sky, and sea; Holy, holy, holy; merciful and mighty! God in three Persons, blessèd Trinity!          | 4. Święty, Święty, Święty, Boże niezmierzony, Cały wszechświat pragnie uwielbienia hymn Ci wznieść. Święty, Święty, Święty, w łasce niezgłębiony, Trójco Najświętsza, Tobie chwała, cześć! |

## Wykorzystanie
Pieśń śpiewana jest w większości Kościołów protestanckich przez wiernych podczas nabożeństw, a także w wykonaniu chórów.
Hymn „Holy, Holy, Holy! Lord God Almighty!” jest śpiewany w filmie Titanic (reż. Jean Negulesco, 1953).